# Guayabal de Síquima (ort i Colombia)
Guayabal de Síquima är en ort i Colombia.   Den ligger i departementet Cundinamarca, i den centrala delen av landet, 50 km nordväst om huvudstaden Bogotá. Guayabal de Síquima ligger 1 604 meter över havet och antalet invånare är 1 051.
Terrängen runt Guayabal de Síquima är kuperad åt nordväst, men åt sydost är den bergig. Runt Guayabal de Síquima är det tätbefolkat, med 266 invånare per kvadratkilometer. Närmaste större samhälle är Facatativá, 14,4 km sydost om Guayabal de Síquima. I omgivningarna runt Guayabal de Síquima växer i huvudsak städsegrön lövskog.